# 西条盆地
西条盆地（さいじょうぼんち）は、広島県の中央部（現在の東広島市）に広がる標高約200mの盆地。盆地の広さは県内屈指であり、米作中心の穀倉地帯となっている。

## 概要
西条層という地層を有する。
盆地は水源に乏しく、灌漑のために大小約3000もの溜池が造られている。盆地を黒瀬川が南北に流れており、周辺の水田を潤している。黒瀬川には落差は約15メートルの吾妻子の滝がかかっており、西条盆地が二段に分かれていることを示している。三永水源地はこの段差を利用して作られたものである。
盆地を囲む山の一つである龍王山からは、良質の軟水が湧き出ており、西条の酒造業を支えている。